# بازل 1
بازل 1 (بالإنجليزية: Basel I)‏ أو اتفاقية بازل الأولى، هي جولة المداولات التي قام بها محافظو البنوك المركزية من جميع أنحاء العالم، في عام 1988 م، حيث نشرت لجنة بازل للرقابة المصرفية (BCBS) في بازل، سويسرا مجموعة من ضوابط الحد الأدنى من متطلبات رأس المال بالنسبة للبنوك. ويُعرف هذا أيضا باسم اتفاقية بازل لعام 1988 م، وجرى إنفاذ هذه الاتفاقية بموجب القانون في دول مجموعة العشرة (G-10) في عام 1992م. وهناك مجموعة جديدة من القواعد تُعروف بـ بازل 2، وقد وضعت في وقت لاحق بقصد أن تحل محل اتفاقات بازل 1. ولكن جرى انتقادها من قِبل البعض للسماح للبنوك باتخاذ أنواع إضافية من المخاطر، والتي كانت تعتبر جزءا من قضية الأزمة المالية المتعلقة بـ الرهن العقاري في الولايات المتحدة والتي بدأت في عام 2008م.
في الواقع، اتخذ المنظمون البنكيون في الولايات المتحدة موقفا يطلب من البنك اتباع مجموعة القواعد الواردة في (بازل 1 أو بازل 2) مع اتخاذ نهجًا أكثر تحفظًا. وبسبب هذا، كان من المتوقع أن تعمل البنوك الأمريكية الكبرى فقط -على قلة عددها - بموجب قواعد بازل 2، بينما يتم تنظيم البنوك الأخرى بموجب إطار بازل 1. جاءت اتفاقية بازل 3 استجابةً للأزمة المالية التي حدثت في 2007-2008م؛ ولم تأتي لتحل محل اتفاقيتي بازل 1 أو بازل 2 لكنها كانت تركز على قضايا مختلفة تتعلق في المقام الأول بخطر السحب من البنك bank run (حالة إذا ما قام عدد كبير من عملاء البنك بسحب رؤوس أموالهم فجأة).
حفزت اتفاقية بازل 1 البنوك العالمية على الإقراض للدول الأعضاء في منظمة التعاون والتنمية في الميدان الاقتصادي وكذلك صندوق النقد الدولي، بينما قللت من إقدام البنوك على إقراض الدول غير الأعضاء في تلك المنظمات.

## الخلفية
جرى تشكيل اللجنة ردا على التصفية الفوضوي التي جرت في كولونيا- لبنك هيرستات في عام 1974م. فقد حدث في يوم 26 يونيه 1974، أن أعطت عدد من المصارف أموالًا بالمارك الألماني (العملة الألمانية) إلى بنك هيرستات في مقابل مدفوعات بالدولار الأمريكي قابلة للتسليم في مدينة نيويورك. وبسبب الاختلافات في المناطق الزمنية بيم ألمانيا والولايات المتحدة، كان هناك تأخر في مدفوعات الدولار إلى البنوك الأخرى، وخلال فترة التأخر، وقبل أن يتم دفع الدولارات في نيويورك، جرى تصفية بنك هيرستات من قِبل المنظمين الألمان.
دفع هذا الحادث دول مجموعة الـعشرة إلى تشكيل لجنة بازل للرقابة المصرفية في أواخر عام 1974 م، تحت رعاية بنك التسويات الدولية Bank for International Settlements (BIS) ومقر هذه اللجنة يقع في مدينة بازل، بسويسرا.

## الإطار الرئيسي
اتفاقية بازل 1، أو اتفاق بازل لعام 1988 م، هي اتفاق يركز بشكل أساسي على مخاطر الائتمان وتقدير المخاطر بالنسبة للأصول. حيث جرى تصنيف أصول البنوك وتجميعها في خمس فئات وفقا لدرجة مخاطر الائتمان، وتتراوح درجة المخاطر من 0٪ (على سبيل المثال الأموال النقدية، والسبائك، والديون الداخلية مثل سندات الخزانة)، أو درجة 20% (securitisations مثل الأوراق المالية المدعومة بالرهن العقاري (MBS) والتي لها أعلى تقدير AAA )، أو درجة 50٪ (مثل سندات الإيرادات البلدية، والرهون العقارية السكنية)، أو درجة 100 ٪ (على سبيل المثال، معظم ديون الشركات)، وبعض الأصول ليس لها أي درجة تقييم. ويُطلب من البنوك التي لها وجود دولي الاحتفاظ برأس مال يساوي -على الأقل - 8٪ من أصولها المرجحة للمخاطر (RWA).
نسبة رأس المال من المستوى 1 = رأس المال من المستوى 1 / جميع RWA
إجمالي نسبة رأس المال = (tier 1 + tier 2 capital) / جميع RWA
نسبة الرافعة المالية = إجمالي رأس المال/متوسط إجمالي الأصول
يطلب من البنوك أيضا الإبلاغ عن بنود الميزانية العمومية مثل خطابات الاعتماد والالتزامات غير المستخدمة والمشتقات. كل هذه العوامل في الأصول المرجحة المخاطر. يُقدَّم التقرير عادة إلى بنك الاحتياطي الفيدرالي كـ HC-R للشركة القابضة للبنك، ويُقدَّم إلى مكتب المراقب المالي للعملة (OCC) كـ RC-R للبنك فقط.
واعتبارا من عام 1988 م، بدأ العمل بهذه الاتفاقية تدريجيا في البلدان الأعضاء في مجموعة العشرة G-10، التي أصبحت تضم 13 بلدا اعتبارًا من 2013م وهي: بلجيكا، كندا، فرنسا، ألمانيا، إيطاليا، اليابان، لكسمبرغ، هولندا، إسبانيا، السويد، سويسرا، المملكة المتحدة والولايات المتحدة الأمريكية.
وتدريجيًا اعتمد أكثر من 100 بلد آخر، هذه المبادئ المنصوص عليها في اتفاقية بازل 1. ولكن تختلف كفاءة تطبيق هذه المبادئ من دولة لأخرى، حتى داخل دول مجموعة العشرة.

## روابط خارجية
- بنك التسويات الدولية
- النص الأصلي لاتفاق بازل كابيتال